# 炎神戦隊ゴーオンジャー 10 YEARS GRANDPRIX
『炎神戦隊ゴーオンジャー 10 YEARS GRANDPRIX』（エンジンせんたいゴーオンジャー テンイヤーズグランプリ）は、2018年9月26日にリリースされた東映制作のオリジナルビデオ作品である。

## 概要
『忍風戦隊ハリケンジャー 10 YEARS AFTER』に端を発した、スーパー戦隊Vシネマ「10 YEARS シリーズ」の第3弾。本編時間は53分。
2008年から2009年にかけて放送された「スーパー戦隊シリーズ」第32作目『炎神戦隊ゴーオンジャー』の続編であり、テレビシリーズ終了から10年後の物語を描いた前二作に対し、本作品では物語開始から10年後を描いたストーリーとなっている。プロデューサーの和佐野健一は、「10年経っても変わらないゴーオンジャー」をテーマに掲げており、香坂連役の片岡信和はタイトルが『10 YEARS AFTER』ではないのがその表れであると解釈している。また、江角走輔役の古原靖久はスマホ時代になってもガラケーモチーフの変身アイテムをそのまま使い続けていることが、本作品の肝であると述べている。
本作品では期間限定のプロモーション上映が、2018年7月21日より全国4館の劇場で行われた。Blu-rayのみ通常版の他、メイキング映像や完成披露上映会での舞台挨拶を収録したボーナスディスク、それにブックレットを同梱した「スペシャル版」が同時発売された。

## 制作
本作品の企画は、前2作品と同様にキャスト陣の意向により実現した。当初、古原らは10YEARSシリーズの存在を知り出演依頼があるものと思い込んでいたが、2017年に入っても動きがなかったため行動を開始し、東映側からメンバー全員が現役であることとキャスト側のやる気が重要であることを提示され、具体的な企画立案へと乗り出した。意見交換にはLINEグループが使用され、打ち合わせには片岡信和・徳山秀典・及川奈央の3人が代表者として参加した。
ゴーオンジャーのジャケットなど衣裳は当時のものをそのまま使用している。『ゴーオンジャー』当時はオールアフレコであったため衣裳の衣擦れは考慮されていなかったが、現在は同時録音であるためジャケットの擦れる音が入ってしまう苦労があったという。また、テレビシリーズではアフレコ時にアドリブを多く入れていることが特徴であったが、同時録音の本作品ではアフレコを必要とする箇所が少なく、セリフによるアドリブは少ない。

## あらすじ
蛮機族ガイアークとの戦いから10年後、防衛大臣・野泉進一郎の発案した「鎖国バリア」により、ヒューマンワールドにはかつてない平和が訪れていた。だがゴーオンジャーは炎神たちとの繋がりを断たれ、さらに「戦隊活動禁止法」により、テロリストに認定されてしまう。
そんな折、彼らの前にベアールVの炎神キャストを持った謎の少年・戸橋走児が現れる。走輔たちは特別警察に追われていた彼を救出するも、そこへ立ちはだかったのは、ゴーオンジャーと決別し、政府の広報官となった早輝であった。

## 登場人物
戸橋 走児（）
とある事情で勇気を失ってしまった少年。ある時、特別警察に追われてしまう。ベアールVの炎神キャストを隠し持つ。
実は10年前にガイアークの攻撃からゴーオンレッドに救われた少年で、その際にある約束をしていた。
野泉 進一郎（）
日本の国警大臣。住みやすい社会の実現と共にNチップを全国民に無料で配布している。ノイーズンの変身体。
暮井 虎夫（）
特別警察隊の隊長。違反者を取り締まる。グレイズキーの変身体。
ケガイエロー
ピンチのゴーオンジャーの援護のため、「前からやってみたかった」との理由からイエローのゴーフォンとベアールVの炎神ソウルを使ってケガレシアが変身したゴーオンイエロー。武器はケガレシアが使っているムチ。外観の違いは頭にケガレシアのバルブがあること。キャッチフレーズは「ほれなきゃ後悔」。

## 登場怪人
ノイーズン
エレ機族ゾンタークの闘首。野泉進一郎としてヒューマンワールドで秘かに暗躍している、武装はジドリックボー、ノイズマホ。
断末魔「見事だ、おめでとう、感動した!!」は、小泉純一郎内閣総理大臣が、かつて大相撲平成17年1月場所の表彰式で、優勝力士・朝青龍（当時横綱）に「内閣総理大臣賞」を授与した時の台詞「新記録、大記録、見事だ、おめでとう!!」と、大相撲平成15年5月場所表彰式で優勝力士・貴乃花（当時横綱）に同賞を授与した時の台詞「痛みに耐えてよく頑張った、感動した!!」からそれぞれ引用。
- 身体はスマホに関連したパーツで構成されており、その全身の大部分は全たる部分に電子基盤のROMや額のUSBケーブルなどの部品がある。また、全身各所には電子機器関連のマークをもじった形のパーツをつけ、ゲームコントローラーやCD類風のディテールも味付けとして入れている。

グレイズキー
エレ機族ゾンタークの副闘首。キレイズキーやチラカシズキーと同様にホウキショットガンやバケツバズーカを使う。
野泉チルドレン
Nチップの力で人間をエレ機族へ強制的に変異させた姿。第1号として早輝が改造されてしまう。

## ゴーオンジャーの戦力
エンジンオーG7
エンジンオー、バルカ、ガンパード、トリプター、ジェットラスがミラクル炎神合体した巨大ロボ。
エンジンオーの右腕にバルカ、左腕にガンパード、右足にジェットラス、左足にトリプターが合体しており、頭部もシルバーの部分が赤く染まり、額に7色のラインが走っているなどの変化がある。
必殺技は全身に炎を纏って体当たりを繰り出す10YEARSグランプリ。

## 作中用語
Nチップ
野泉防衛大臣が配布する万能端末。身分証や携帯、財布などの役割を果たすがその実態はジャンクワールドの電子ゴミから作られる洗脳装置であり、最終的にゾンタークの尖兵、野泉チルドレンへと変えてしまう代物。
エレ機族ゾンターク
ジャンクワールドでガイアークが偶然誕生させてしまった電子ゴミを元とした機械生命体。ガイアーク同様、倒されるとユーモラスな断末魔を叫ぶ特徴がある。
鎖国バリア
野泉が導入した他ワールドとの往来を断つバリア。

## キャスト
エンドクレジットでは役名の記載は変身前などのみ。
- 江角走輔 - 古原靖久
- 香坂連 - 片岡信和
- 楼山早輝 - 逢沢りな
- 城範人 - 碓井将大
- 石原軍平 - 海老澤健次
- 須塔大翔  - 徳山秀典
- 須塔美羽 - 杉本有美
- 戸橋走児 - 髙橋來
- ジュン - 森山のえる
- ツヨシ - 佐野祐徠
- マコト - 朝日出響也
- ケン - 関根龍
- 幼い走児 - 和佐野壱哉
- 特別警察隊 - 日下秀昭
- ケガレシア - 及川奈央
- 暮井虎夫[注釈 3] - 神尾佑
- 野泉進一郎[7] - 神保悟志

### 声の出演
- ボンパー - 中川亜紀子
- スピードル - 浪川大輔
- バスオン - 江川央生
- ベアールV - 井上美紀
- バルカ - 保志総一朗
- ガンパード - 浜田賢二
- トリプター - 石川静
- ジェットラス - 古島清孝
- ヨゴシュタイン - 梁田清之
- キタネイダス - 真殿光昭

### スーツアクター
- 草野伸介
- ゴーオンブルー[8] - 森博嗣
- 中井絢子
- 野邉大地
- ゴーオンブラック[2] - 今井靖彦
- 鍜治洸太朗
- ゴーオンシルバー[9] - 佐野夏未
- 清家利一
- 日下秀昭
- 岡元次郎
- 矢部敬三
- 井口尚哉
- 竹内康博
- 橋本恵子
- おぐらとしひろ
- 渡辺淳
- 蔦宗正人
- 伊藤茂騎
- 村井亮
- 寺本翔悟
- 北村海
- 久田悠貴
- 竹中凌大
- 寒川祥吾
- 浦家賢士
- 石上龍成
- 山田武生
- 木寺奈緒
- 北野瑠那
- 五十嵐睦美
- 菅野慶太
- 青島誠哉
- 福田圭佑
- 内田卓斗
- 松原凛
- 橋本征弥
- 齊藤謙也

## スタッフ
監督と脚本はテレビシリーズを担当した渡辺勝也と會川昇がそれぞれ担当した。また、ダイジェスト協力としてテレビシリーズ演出陣の一人である竹本昇が、テレビシリーズからの流用カットを選定している。
- 原作 - 八手三郎
- 脚本 - 會川昇
- 音楽 - 大橋恵
- 演奏 - フェイスミュージック
- 撮影 - 松村文雄
- 照明 - 林大樹
- 美術 - 大谷和正
- 編集 - 柳澤和子
- 録音 - 中山寿範
- スプリクター - 上田悠莉
- チーフ助監督 - 荒川史絵
- 制作担当 - 東正信
- ラインプロデューサー - 佐々木幸司
- 計測 - 邊母木伸治
- 撮影助手 - 根来佑子、本荘在右、磯山億斗
- 照明助手 - 井上真吾、金谷真人、藤原まどか
- 録音助手 - 波多野悠美
- 操演 - 橋本一輝（ライズ）
- 装置 - 桑原良太（紀和美建）
- 装飾 - 塩満義幸、山口康孝
- 小道具 - 淀名和祐介（東京美工）
- 美粧 - 関東沙織、栗田佐智代(Sato-Style)
- 衣裳 - 滝口晶子、角田千香（東京衣裳）
- 助監督 - 作野良輔、平舘銀河
- 進行主任 - 石井宏樹
- 進行見習い - 福田拓海
- 演技事務 - 清水亜紀
- 制作デスク - 松川絢之郎
- 技術運営 - 川崎秀彦
- 仕上進行 - 辻今日子、見立英里
- MAオペレーター - 武田奈々
- 音響効果 - 小川広美（大泉音映）
- MA・選曲 - 宮葉勝行
- EED - 紺野はるか、菊地光洋（東映デジタルラボ）
- EED助手 - 原田侑（東映デジタルラボ）
- 絵コンテ - 武藤聖馬
- ダイジェスト協力 - 竹本昇
- 視覚効果 - 沖満
- デジタル合成
  - 日本映像クリエイティブ - 柳原嘉宣、上田茂、光田望、斉藤幸一、坂本将太郎、西方寛人、足立麻沙子
  - アンダーグラフ - 小林敬裕、佐々木良太、江川千恵子
  - 國米修市、大谷喜朋、南剛、キムラケイサク
- CG提供 - 特撮研究所
- キャラクターデザイン - 酉澤安施
- デフォルメキャラクター - K-SuKe
- 資料担当 - 松井大(企画者104)
- 造型 - レインボー造型企画、前澤範、前澤まさる、吉川学
- 企画協力 - 郷田龍一(東映)
- 宣伝 - 麻和祥多、大田一輝(東映ビデオ)
- スチール - 渡辺直之
- メイキング - 福光正樹
- 衣裳協力 - 堀越ネクタイ、セロリー株式会社
- 美粧協力 - TV&MOVIE
- 音楽協力 - 日本コロムビア
- 制作プロダクション - 東映テレビ・プロダクション
- 制作 - 東映ビデオ、東映
- エグゼクティブプロデューサー - 加藤和夫(東映ビデオ)、日笠淳(東映テレビ・プロダクション)
- プロデューサー - 中野剛、山田真行（東映ビデオ）、和佐野健一（東映）
- アクション監督 - 竹田道弘（ジャパンアクションエンタープライズ)
- 監督 - 渡辺勝也

## 音楽
主題歌「KEEP"GO ON!"」
作詞・作曲・歌：高橋秀幸 / 編曲：鈴木盛広
挿入歌
「炎神戦隊ゴーオンジャー」
作詞：マイクスギヤマ / 作曲：岩崎貴文 / 編曲：Project.R（大石憲一郎、岩崎貴文） / 歌：高橋秀幸 (Project.R)
「炎神ファーステストラップ-Type 10YG Maximum Performance-」
作詞：マイクスギヤマ / 作曲・編曲：大石憲一郎 / 歌：ゴーオンジャー&ケガレシア with Project.R（江角走輔/ゴーオンレッド（古原靖久）、香坂連/ゴーオンブルー（片岡信和）、楼山早輝/ゴーオンイエロー（逢沢りな）、城範人/ゴーオングリーン（碓井将大）、石原軍平/ゴーオンブラック（海老澤健次）、須塔大翔/ゴーオンゴールド（徳山秀典）、須塔美羽/ゴーオンシルバー（杉本有美）、害水大臣ケガレシア（及川奈央）、谷本貴義、Sister MAYO、大石憲一郎、高橋秀幸)